# پاوئو نوویش
پاوئو نوویش (لهستانی: Paweł Nowisz؛ زادهٔ ۱۵ ژانویه ۱۹۴۰–۱۵ اکتبر ۲۰۲۱) بازیگر اهل لهستان بود.
از فیلم‌ها یا مجموعه‌های تلویزیونی که وی در آن‌ها نقش داشته‌است، می‌توان به کیلر، مادام کاملیا، دام، ورشو، سال ۵۷۰۳،کونگ-فو، هفت آرزو، قانون حقیقی، رنگ‌های خوشبختی، رز کوچک، نشانه‌گذاری‌شده، یانوشیک: روایتی واقعی، مادران، مزرعه، کارآگاهان جنایی، جهان به روایت خانواده کیپسکی، ع چون عشق، پسرها گریه نمی‌کنند، سال‌های شیرین، سرهنگ کفیاتکوفسکی، مرشد و مارگاریتا، رانندگان جایگزین، دریاچه کنستانس، یوب، آخرین سلول خاکستری مغز و سربازان آزادی اشاره نمود.